# Irmgard Möller
Irmgard Möller, deletreada también como Irmgard Moeller (nació el 13 de mayo de 1947, en Alemania) fue miembro de la primera generación de la Fracción del Ejército Rojo. 

## Como miembro de la RAF
El 24 de mayo de 1972, Möller junto con Angela Luther condujeron vehículos llenos de explosivos hasta la Base Militar estadounidense en los Cuarteles Campbell en Heidelberg. A causa de este ataque resultaron muertos tres militares norteamericanos: los soldados Ronald Woodward y Charles Peck y el Capitán Clyde Bonner, además de cinco heridos.
Möller fue interceptada junto al miembro de la RAF Hans-Peter Konieczny y fue arrestada el 2 de julio de 1972, siendo posteriormente sentenciada a una larga pena de prisión. Según la versión oficial, intentó suicidarse provocándose varias heridas en el pecho con un cuchillo de cocina, la mañana del 18 de octubre de 1977, junto con otros miembros del grupo, Andreas Baader, Gudrun Ensslin y Jan-Carl Raspe, durante el apogeo del Otoño Alemán. 
Möller fue la única miembro del grupo que sobrevivió y posteriormente declaró que se trató de una ejecución extrajudicial orquestada por el gobierno alemán, en respuesta a las exigencias de la Fracción del Ejército Rojo que los liberara. Möller fue liberada de prisión en 1994 por razones de salud. Hoy día, vive de manera anónima con su pareja en el sur de Alemania. 
- Datos: Q62058